# Козловка (Омская область)
Козловка — деревня в Называевском районе Омской области. В составе Муравьёвского сельского поселения.

## История
Основана в 1891 г. В 1928 г. состояла из 29 хозяйств, основное население — русские. В составе Мало-Сафоневского сельсовета Называевского района Омского округа Сибирского края.

## Население
| 1926 | 2002 | 2010 |
| ---- | ---- | ---- |
| 171  | ↘53  | ↘34  |